# Hitler sólo tiene un huevo
«Hitler solo tiene un huevo» (en inglés: Hitler Has Only Got One Ball) es una canción satírica británica cantada por los soldados británicos durante la Segunda Guerra Mundial que se burla de algunos de los más importantes líderes nazis usando una sátira mordaz en referencia a sus testículos o más bien a su ausencia. Existen múltiples variantes de la letra, generalmente cantadas como estrofas de cuatro líneas utilizando la melodía de la «Marcha del Coronel Bogey» más antigua, compuesta en 1914.

## Historia
En su autobiografía Fringe Benefits, el escritor británico Donough O'Brien dice que su padre, Toby O'Brien, fue quien escribió la versión original de la canción en agosto de 1939 como una forma de propaganda británica. Toby O'Brien era publicista del British Council en ese momento. Esta primera versión comenzaba con las palabras «Göring solo tiene un huevo», en referencia a la grave herida que Göring sufrió en la ingle durante el Putsch de Múnich, y luego continuaba implicando que Hitler tenía dos pero muy pequeños. En, prácticamente, todas las versiones posteriores, las posiciones de los líderes nazis se invierten. Aunque, la afirmación de que Himmler tiene «algo similar» aparece en todas las versiones. La última línea de esta primera versión y en algunas posteriores termina con el juego de palabras de que Goebbels «no tenía huevos». Ambas variaciones parecen confirmar que la versión de O'Brien es una versión muy temprana, además un informe del Daily Mail de la época afirmaba que fue «atribuida a alguien que no estaba desconectado de nuestro viejo amigo el British Council».
Las afirmaciones de O'Brien nunca han sido probadas y nunca se ha podido identificar a ningún autor para las versiones posteriores, más populares, que comienzan con «Hitler solo tiene un huevo». El escritor británico Hubert Gregg también afirmó haber escrito la letra, que dijo que envió de forma anónima a la Oficina de Guerra Británica. Sin embargo hasta el día de hoy no ha habido ningún intento conocido por parte de nadie de reclamar o hacer cumplir un copyright sobre la letra de la canción.
Las numerosas versiones, reflejan el entusiasmo con el que se adoptó por primera vez como una canción de marcha del Ejército británico y luego como una canción popular de desafío contra el régimen de la Alemania nazi en las otras ramas de las fuerzas armadas británicas, y entre los civiles británicos, desde 1940 en adelante. Así en palabras de Greg Kelleyː

Como una forma de ridiculizar a los nazis, «Hitler solo tiene un huevo» se hizo inmensamente popular entre las tropas aliadas, quienes al transmitir esta canción estaban ejerciendo una especie de convención de guerra al degradar las facultades sexuales de los líderes enemigos. Pero la burla se extendió más allá de las capacidades sexuales de los nazis. Desde la década de 1920, las palabras huevos o tener huevos habían llegado a denotar nociones de coraje, nervio o fortaleza. En ese sentido, los testículos defectuosos convertían a los nazis en soldados defectuosos. La taxonomía detallada de esta canción de los genitales alemanes malformados (la monorquidia, la microrquidia, la anorquia) fue particularmente contundente y satisfactoria para los soldados aliados, ya que esparció perdigones satíricos por todo el alto mando nazi (Hitler; Hermann Göring, comandante en jefe de la Luftwaffe; Heinrich Himmler, Reichsführer SS; y Goebbels, ministro de propaganda del Reich).

Un libro publicado en 2015 por el historiador alemán Peter Fleischmann, director de los archivos estatales de Núremberg, afirma, sobre la base de la evidencia de un examen médico forzoso al que se sometió Hitler en 1923 durante su estancia en la prisión de Landsberg, después de su participación en el fallido Putsch de Múnich que de hecho tenía «criptorquidia del lado derecho», es decir, que solo uno de sus testículos había descendido al escroto. El libro también sugiere que sufría hipospadias o micropene provocado por niveles bajos de testosterona durante la gestación. Estas pruebas se unen a los documentos de la autopsia realizada a Hitler por patólogos forense soviéticos, justo después de encontrar su cadáver en mayo de 1945. El informe forense constató que le faltaba un testículo: «Hallazgos de la autopsia, realizada por los patólogos del Ejército Rojo en el cuerpo de Hitler: el testículo izquierdo no pudo ser hallado ni en el escroto ni en el cordón espermático dentro del canal de la ingle, o en la pelvis pequeña».
En el octavo capítulo de la cuarta temporada de la serie de Amazon Prime Video, The Man in the High Castle, interpretan esta canción al piano. Además el título de la canción es el que da nombre al capítulo. En la película biográfica John Rabe de 2009 el personaje interpretado por Steve Buscemi también canta esta canción.